# Emdeova degradace
Emdeova degradace, také nazývaná Emdeova reakce nebo Emdeova redukce, je redoxní reakce přeměňující kvartérní amoniové sloučeniny na terciární aminy pomocí sodného amalgámu:
Tuto reakci objevil Hermann Emde v roce 1909. Dlouhou dobu byla významným prostředkem k určování struktury alkaloidů, například efedrinu.
Mimo sodného amalgámu lze jako redukční činidlo použít například hydrid lithnohlinitý.